# Тонга на летних Олимпийских играх 2012
Тонга на летних Олимпийских играх 2012 будет представлен в двух видах спорта.

## Результаты соревнований

### Лёгкая атлетика
Спортсменов — 2
Мужчины
| Дисциплина | Спортсмен       | Предварительный раунд | Предварительный раунд | Четвертьфиналы       | Четвертьфиналы       | Полуфиналы           | Полуфиналы           | Финал                | Финал                |
| Дисциплина | Спортсмен       | Результат             | Место                 | Результат            | Место                | Результат            | Место                | Результат            | Место                |
| ---------- | --------------- | --------------------- | --------------------- | -------------------- | -------------------- | -------------------- | -------------------- | -------------------- | -------------------- |
| 100 м      | Джозеф Энди Луи | 11,17                 | 4                     | Закончил выступление | Закончил выступление | Закончил выступление | Закончил выступление | Закончил выступление | Закончил выступление |

Женщины
| Дисциплина    | Спортсмен  | Предварительный раунд | Предварительный раунд | Финал                 | Финал                 |
| Дисциплина    | Спортсмен  | Результат             | Место                 | Результат             | Место                 |
| ------------- | ---------- | --------------------- | --------------------- | --------------------- | --------------------- |
| толкание ядра | Ана Пухила | 15,80                 | 30                    | Закончила выступление | Закончила выступление |

### Плавание
Спортсменов — 1
В следующий раунд на каждой дистанции проходят лучшие спортсмены по времени, независимо от места занятого в своём заплыве.
Мужчины
| Соревнование | Спортсмен   | Предварительные заплывы | Предварительные заплывы | Полуфиналы           | Полуфиналы           | Финал                | Финал                |
| Соревнование | Спортсмен   | Результат               | Место                   | Результат            | Место                | Результат            | Место                |
| ------------ | ----------- | ----------------------- | ----------------------- | -------------------- | -------------------- | -------------------- | -------------------- |
| 100 м брасс  | Амини Фонуа | 1:03.65                 | 41                      | Завершил выступление | Завершил выступление | Завершил выступление | Завершил выступление |